# Pilocrocis dentilinealis
Pilocrocis dentilinealis là một loài bướm đêm trong họ Crambidae.